# Amartya Sen
Amartya Kumar Sen (en bengalí: অমর্ত্য কুমার সেন; en hindi: अमर्त्‍य कुमार सेन; translit.: Ômorto Kumar Shen) (Santiniketan, Bengala —Raj británico—, 3 de noviembre de 1933) es un economista indio de etnia bengalí.
En 1998 fue laureado con el Premio del Banco de Suecia en Ciencias Económicas en memoria de Alfred Nobel. En 2021 obtuvo el Premio Princesa de Asturias de Ciencias Sociales.

## Biografía
Amartya Kumar Sen estudió en el Trinity College de la Universidad de Cambridge, donde se licenció en 1955 y se doctoró en 1959. Ha tenido sucesivos puestos docentes universitarios a lo largo de su vida laboral: en la Universidad de Calcuta (1956-1958) como profesor de Economía; en la Universidad de Delhi (1963-1971) como profesor de Economía; en el Nuffield College (1977-1980) como profesor de Economía y en el All Souls College (1980-1988) como «Drummond Professor» de Economía Política, ambos de la Universidad de Oxford; en la Escuela de Londres de Ciencias Políticas y Económicas (1971-1977) como profesor de Economía; en el Trinity College de la Universidad de Cambridge (1957-1963 y 1997-2004) como profesor de Economía; y en la Universidad de Harvard como «Thomas W. Lamont University Professor» y profesor de Economía y Filosofía (1987-1998 y desde 2004).
Entre los cargos institucionales que ha desempeñado, ha sido presidente de la International Economic Association (1986-1989), presidente de la American Economic Association (1994), presidente de la Indian Economic Association (1989), presidente de la Development Studies Association (1980-1982), presidente de la Econometric Society (1984) y presidente de la Commonwealth Comission On Respect and Understanding (2007-2008).

## Pensamiento

### Teórico de la economía del desarrollo
A Amartya Sen se le conoce por sus trabajos sobre las hambrunas, la teoría del desarrollo humano, la economía del bienestar y los mecanismos subyacentes de la pobreza.
A finales de la década de los 60 y principios de los 70, los escritos de Sen ayudaron a definir el campo de la Teoría de la elección pública, donde pone en cuestión el utilitarismo dominante y propone integrar «bienes» como la libertad y la justicia en el cálculo del desarrollo. Su contribución en la teoría social de Kenneth Arrow fue mostrar en qué condiciones el teorema de imposibilidad de Arrow puede ser útil para extender y enriquecer el campo de la «elección colectiva».
La obra más reconocida de Amartya Sen es su ensayo Pobreza y hambruna: Un ensayo sobre el derecho y la privación (Poverty and Famines: An Essay on Entitlements and Deprivation) de 1981, en el cual demostró que el hambre no es consecuencia de la falta de alimentos, sino de desigualdades en los mecanismos de distribución de alimentos. Aparte de su investigación sobre las causas de las hambrunas, su trabajo en el campo del desarrollo económico ha tenido mucha influencia en la formulación del índice de desarrollo humano (IDH) del Programa de las Naciones Unidas para el Desarrollo (PNUD).
En su obra El desarrollo como libertad, Sen describe cinco tipos específicos de libertades:
1. las libertades políticas,
2. los servicios económicos,
3. las oportunidades sociales,
4. las garantías de transparencia,
5. la seguridad protectora.

Las libertades políticas, la primera de ellas, se refieren a la capacidad del pueblo para tener una voz en el gobierno y para poder escrutar a las autoridades. Los servicios económicos se refieren tanto a los recursos del mercado como al propio mecanismo de mercado. Cualquier enfoque en los ingresos y la riqueza en el país serviría para aumentar las facilidades económicas para el pueblo. Las oportunidades sociales se ocupan de los establecimientos que brindan beneficios como salud o educación para la población, permitiendo a las personas vivir mejores vidas. Las garantías de transparencia permiten a las personas interactuar con cierto grado de confianza y conocimiento de la interacción. La seguridad protectora es el sistema de redes de seguridad social que impiden que un grupo afectado por la pobreza sea sometido a una terrible miseria.
Antes del trabajo de Sen, estas habían sido vistas como sólo los medios del desarrollo; lujos que se conceden a los países que se centran en aumentar los ingresos. Sin embargo, Sen argumenta que el aumento de las libertades reales debe ser tanto el fin como el medio de desarrollo. Sen elabora sobre esto ilustrando la naturaleza estrechamente interconectada de las cinco libertades principales, ya que cree que la expansión de una de esas libertades puede conducir a la expansión en otra también. En este sentido, analiza la correlación entre las oportunidades sociales de la educación y la salud y cómo ambas complementan las libertades económicas y políticas como una persona sana y bien educada, se adapta mejor para tomar decisiones económicas informadas y se involucra en manifestaciones políticas fructíferas, etc.
La economía del bienestar busca evaluar las políticas económicas en términos de sus efectos sobre el bienestar de la comunidad. Sen, que dedicó su carrera a estos temas, fue llamado la "conciencia de su profesión". Su influyente monografía Elección colectiva y bienestar social (1970), que abordó los problemas relacionados con los derechos individuales (incluida la formulación de la paradoja liberal), la justicia y la equidad, la regla mayoritaria y la disponibilidad de información sobre condiciones individuales, inspiraron a los investigadores a prestar atención a las cuestiones del bienestar básico. Sen ideó métodos para medir la pobreza que ofrecía información útil para mejorar las condiciones económicas de los pobres.
Por ejemplo, su trabajo teórico sobre la desigualdad proporcionó una explicación de por qué hay menos mujeres que hombres en la India y China a pesar del hecho de que en Occidente y en países pobres pero médicamente imparciales, las mujeres tienen tasas de mortalidad más bajas en todas las edades, viven más tiempo, y forman una ligera mayoría de la población. Sen afirmó que esta relación sesgada se deriva del mejor tratamiento de la salud y de las oportunidades infantiles que brindan a los niños en esos países, así como de los abortos selectivos de sexo.
Los gobiernos y las organizaciones internacionales que manejan las crisis alimentarias fueron influenciados por el trabajo de Sen. Sus opiniones alentaron a los encargados de formular políticas a prestar atención no sólo a aliviar el sufrimiento inmediato, sino también a encontrar formas de reemplazar los ingresos perdidos de los pobres, por ejemplo a través de obras públicas, y de mantener precios estables para los alimentos. Si bien su escuela continúa siendo minoritaria, ha contribuido a redirigir planes de desarrollo y hasta políticas de las Naciones Unidas.
Defensor vigoroso de la libertad política, Sen creyó que las hambrunas no ocurren en las democracias en funcionamiento porque sus líderes deben ser más receptivos a las demandas de los ciudadanos. Para que se logre el crecimiento económico, argumentó, las reformas sociales — como las mejoras en la educación y la salud pública — deben preceder a la reforma económica.

### Teoría de la justicia
En 2009, Sen publicó un libro titulado La idea de la justicia basado en su trabajo anterior en economía de bienestar y teoría de elección social, pero también en sus pensamientos filosóficos, presentó su propia teoría de la justicia que quería ser una alternativa a las teorías modernas influyentes de la justicia de John Rawls o John Harsanyi. En oposición a Rawls, pero también a los teóricos de la justicia anteriores Immanuel Kant, Jean-Jacques Rousseau o David Hume, e inspirado por las obras filosóficas de Adam Smith y Mary Wollstonecraft, Sen desarrolló una teoría que es tanto comparativa como orientada a la acción (en lugar de ser trascendental e institucional). Sin embargo, todavía considera que las instituciones y los procesos son importantes. Como alternativa al velo de ignorancia de Rawls, Sen eligió el experimento de pensamiento de un espectador imparcial como base de su teoría de la justicia. También destacó la importancia de la discusión pública (comprensión de la democracia en el sentido de John Stuart Mill) y un enfoque en las capacidades de las personas (un enfoque que había codesarrollado), incluyendo la noción de derechos humanos universales, en la evaluación de varios Estados con respecto a la justicia.
Sen es una excepción entre los economistas del siglo XX por su insistencia en plantearse cuestiones de valores. Planteó uno de los mayores desafíos al modelo económico, debido a que era estéril y que sitúa el interés propio como un factor fundamental de la motivación humana.

### El concepto de capacidad
El más revolucionario de los aportes de Amartya Sen en el desarrollo de los indicadores económicos y sociales es el concepto del enfoque de las «capacidades», que serían las capacidades de las que cada persona dispondría para poder convertir sus derechos en libertades reales.
Un gobierno tiene que ser juzgado en función de las capacidades concretas de sus ciudadanos. Por ejemplo, los ciudadanos tienen el derecho constitucional de votar. Para Amartya K. Sen esto no significa nada; él se pregunta si se reúnen todas las condiciones para que los ciudadanos puedan ejercer la capacidad de votar. Estas condiciones pueden ser de muchos tipos, desde el acceso a la educación hasta el hecho de que los ciudadanos tengan medios de transporte para tener acceso a las urnas. Sólo cuando estas barreras estén superadas, se puede decir que el ciudadano puede ejercer su elección personal.
Su aproximación basada en las «capacidades» se enfoca en la libertad positiva, que es la capacidad real de una persona de ser o de hacer algo, en vez de la libertad negativa, que es común en economía y se centra simplemente en la no interferencia. En la hambruna de Bengala, la libertad negativa de los trabajadores rurales para comprar alimento no se vio afectada. Sin embargo, murieron de hambre porque no estaban positivamente libres para hacer cualquier cosa: no tenían la libertad de alimentarse ni la capacidad de escapar de la muerte.
Un ejemplo práctico desarrollado del concepto de capacidad puede verse en la obra Mujeres y desarrollo humano de Martha Nussbaum. La economista y filósofa Ingrid Robeyns ha reexaminado el concepto de capacidad con perspectiva de género en Wellbeing, Freedom and Social Justice: The Capability Approach Re-Examined (2017).

## Vida personal y creencias
Su primera esposa fue Nabaneeta Dev Sen, académica y escritora india, con quien tuvo dos hijos: Antara, periodista y editor, y Nandana, actriz de Bollywood. Se divorció después de su traslado a Londres en 1971. En 1973 contrajo nupcias con su segunda esposa, Eva Colorni, de origen judío, que murió de cáncer de estómago en 1985, y con quien tuvo dos hijos: Indrani, periodista, y Kabir, profesor de música. En 1991 se casó con su tercera esposa, Emma Georgina Rothschild.
Amartya K. Sen es un ateo autodeclarado y sostiene que esto puede estar asociado con el hinduismo como entidad política. Ante la cuestión de su identidad Amartya K. Sen declara:
«Me defino como un asiático, ciudadano indio, bengalí, de Bangladesh, ciudadano británico, hombre feminista… Tengo, pues, numerosas identidades, siempre en conflicto, pero a veces, según el contexto, una resulta más pertinente. Ante la crisis reciente estoy a favor del estado-providencia y veo argumentos fuertes a favor de la intervención socialista. Pero cuando veo el hambre en Ucrania, o en Corea del Norte, mi identidad es la de querer la libertad contra la opresión. No es una cuestión de identidad, sino de razonamiento. Cuando existe un conflicto, la cuestión que se debe plantear es: ¿qué tengo más razones para hacer? Mi libro [La idea de justicia] está consagrado a la razón, al razonamiento privado y al razonamiento público. Porque, al cabo, es el hecho de razonar, y de razonar con los otros, lo que debe determinar nuestras prioridades.»

## Reconocimientos y distinciones
- Premio en Ciencias Económicas en memoria de Alfred Nobel (Suecia: Nobel Foundation, 1998).
- Bharat Ratna (India, 1999).
- Honorary Member of the Order of Companions of Honour (Reino Unido, 2000).
- Medaglia del Presidente della Repubblica Italiana (Italia, 2000).
- Grã-Cruz da Ordem Nacional do Mérito Científico (Brasil, 2000).
- Mahalanobis Memorial Medal (India: Indian Econometric Society, 1976).
- Frank E. Seidman Distinguished Award in Political Economy (Estados Unidos: P. K. Seidman Foundation, 1986).
- Premio Internazionale Senatore Giovanni Agnelli per la dimensione etica nelle società avanzate (Italia: Fondazione Giovanni Agnelli, 1990).
- Alan Shawn Feinstein World Hunger Award (Estados Unidos: Feinstein Foundation, 1990).
- Jean Mayer Global Citizenship Award (Estados Unidos: Tufts University, 1993).
- Indira Gandhi Gold Medal Award (India: Asiatic Society, 1994).
- Edinburgh Medal (Reino Unido: Edinburgh International Science Festival, 1997).
- Premi Internacional Catalunya (España: Generalidad de Cataluña, 1997).
- Leontief Prize for Advancing the Frontiers of Economic Thought (Estados Unidos: Global Development and Environment Institute at Tufts University, 2000).
- Eisenhower Medal For Leadership and Service (Estados Unidos: Eisenhower Fellowships' Board of Trustees, 2000).
- Barnard Medal of Distinction (Estados Unidos: Barnard College of Columbia University, 2005).
- George C. Marshall Foundation Award (Estados Unidos, 2005).
- Sidhartha Maitra Memorial Lecture (Estados Unidos: University of Califonia at Santa Cruz, 2006).
- Meister Eckhart Preis (Alemania: Identity Foundation, 2007).
- Weltwirtschaftlicher Preis (Alemania: Institut für Weltwirtschaft an der Universität Kiel, 2007)
- United Nations Lifetime Achievment Award (Naciones Unidas: Economic and Social Commission for Asia and the Pacific UNESCAP, 2007)
- NASSCOM Global Leadership Award (India: National Association of Software and Services Companies, 2007).
- Inspiration Prize of Let's Breakthrough Toghether (Estados Unidos: Breakthrough, 2008).
- National Humanities Medal (Estados Unidos: National Endowment for the Humanities, 2011).
- Doctorados honoris causa (investido por cerca de noventa universidades).
- Premio de la Paz de los Libreros Alemanes (19 de octubre de 2020).[8]
- Premio Princesa de Asturias de Ciencias Sociales (26 de mayo de 2021).

## Publicaciones de Amartya K. Sen

### Libros
- SEN, Amartya K. Choice of Techniques. Oxford: Basil Blackwell, 1960, 1962, 1968.
- SEN, Amartya K. (ed.). Growth Economics. Harmondsworth: Penguin Books, 1970.
- SEN, Amartya K. Collective Choice and Social Welfare. San Francisco: Holden-Day, 1970.
- SEN, Amartya K.; DASGUPTA, P. & MARGLIN, S. A. Guidelines for Project Evaluation. New York: UNIDO (United Nations), 1972.
- SEN, Amartya K. On Economic Inequality. Oxford: Clarendon Press; New York, Norton, 1973. (posterior ed. aument. con anexo por James E. Foster & Amartya K. Sen, 1997).
- SEN, Amartya K. Employment, Technology, and Development. Oxford: Clarendon Press, 1975.
- SEN, Amartya K. Poverty and Famines: An Essay on Entitlements and Deprivation. Oxford: Clarendon Press, 1981.
- SEN, Amartya K. Utilitarianism and Beyond. Cambridge: Cambridge University Press, 1982.
- SEN, Amartya K. Choice, Welfare and Measurement. Oxford: Basil Blackwell, 1982.
- SEN, Amartya K. Resources, Values and Development. Oxford: Basil Blackwell, 1984.
- SEN, Amartya K. Commodities and Capabilities. Ámsterdam: North-Holland, 1985.
- SEN, Amartya K. Food Economics and Entitlements. Helsinki: Wider Working Paper 1, 1986.
- SEN, Amartya K. On Ethics and Economics. Oxford: Basil Blackwell, 1987.
- SEN, Amartys K. The Standard of living. Cambridge: Cambridge University Press, 1987.
- SEN, Amartya K. & DRÈZE, Jean. Hunger and Public Action. Oxford: Clarendon Press, 1989.
- SEN, Amartya K. & DRÈZE, Jean. The Political Economy of Hunger. 3 vols. Oxford: Clarendon Press, 1990, 1991.
- SEN, Amartya K. Inequality Reexamined. Oxford: Clarendon Press; New York: Russell Sage Foundation; Cambridge: Harvard University Press, 1992.
- SEN, Amartya K. & NUSSBAUM, Martha. The Quality of Life. Oxford: Clarendon Press, 1993.
- SEN, Amartya K. & DRÈZE, Jean. India: Economic Development and Social Opportunity. Oxford: Clarendon Press, 1995.
- SEN, Amartya K. & DRÈZE, Jean. Indian Development: Selected Regional Perspectives. Delhi: Oxford University Press, 1997.
- SEN, Amartya K. Reason Before Identity. Oxford: Oxford University Press, 1999.
- SEN, Amartya K. Development as Freedom. Oxford: Oxford University Press; New York: Alfred Knopf, 1999.
- SEN, Amartya K. Freedom, Rationality, and Social Choice: The Arrow Lectures and Other essays. Oxford: Oxford University Press, 2000.
- SEN, Amartya K. Rationality and Freedom. Cambridge: Harvard University Press, 2002.
- SEN, Amartya K. & DRÈZE, Jean. India: Development and Participation. New Delhi: Oxford University Press, 2002.
- SEN, Amartya K. The Argumentative Indian. London: Allen Lane, 2005.
- SEN, Amartya K. Identity and Violence: The Illusion of Destiny. New York: W.W. Norton, 2006.
- SEN, Amartya K.; ANAND, Sudhir & PETER, Fabienne (eds.). Public Health, Ethics, and Equity. Oxford: Oxford University Press, 2006.
- SEN, Amartya K.; SCAZZIERI, Roberto & ZAMAGNI, Stefano (eds.). Markets, Money and Capital. Cambridge: Cambridge University Press, 2008.
- SEN, Amartya K. The Idea of Justice. Harvard University Press; London: Allen Lane, 2009.
- SEN, Amartya K.; STIGLITZ, Joseph & FITOUSSI Jean-Paul Mismeasuring Our Lives: Why GDP Doesn't Add Up'. London: The New Press, 2010.
- SEN, Amartya K. (ed.) Peace and Democratic Society. Cambridge: Open Book Publishers, 2011.

### Ediciones en español
- SEN, Amartya K. (1976). Elección colectiva y bienestar social. Alianza Editorial. ISBN 978-84-206-2154-8.
- SEN, Amartya K. (1979). Sobre la desigualdad económica. Editorial Crítica. ISBN 978-84-7423-107-6.
- SEN, Amartya K. (1995). Nueva economía del bienestar. Universidad de Valencia. Servicio de Publicaciones. ISBN 978-84-370-2317-5.
- SEN, Amartya K. (1995). Nuevo examen de la desigualdad. Alianza Editorial, S.A. ISBN 978-84-206-6814-7.
- SEN, Amartya K. (1996). & NUSSBAUM Martha. La Calidad de Vida. Fondo de Cultura Económica. ISBN 968-16-4898-6
- SEN, Amartya K. (1997). Bienestar, justicia y mercado. Ediciones Paidós Ibérica. ISBN 978-84-493-0362-3.
- SEN, Amartya K. (2000). Desarrollo y libertad. Editorial Planeta. ISBN 978-84-08-03524-4.
- SEN, Amartya K. (2001). El nivel de vida. Editorial Complutense. ISBN 978-84-7491-604-1.
- SEN, Amartya K. (2003). Sobre ética y economía. Alianza Editorial, S.A. ISBN 978-84-206-6735-5.
- SEN, Amartya K. (2004). Nuevo examen de la desigualdad. Alianza Editorial, S.A. ISBN 978-84-206-2951-3.
- SEN, Amartya K. (2006). El valor de la democracia. Ediciones de Intervención Cultural. ISBN 978-84-96356-57-3.
- SEN, Amartya K. (2007). Identidad y violencia: la ilusión del destino. Katz Barpal Editores. ISBN 978-84-935432-7-3.
- SEN, Amartya K.;  STIGLITZ, Joseph Eugene;  ZUBERO BEASCOECHEA, Imanol (2007). Se busca trabajo decente. Ediciones Hoac. ISBN 978-84-85121-94-6.
- SEN, Amartya K. (2007). La argumentación india. Editorial Gedisa. ISBN 978-84-7432-832-5.
- SEN, Amartya K. (2007). India contemporánea: Entre la modernidad y la tradición. Editorial Gedisa. ISBN 978-84-7432-832-5.
- SEN, Amartya K. (2007). Identidad y violencia. La ilusión del destino. Katz Editores. ISBN 978-987-1283-41-5.
- SEN, Amartya K. & KLIKSBERG, Bernardo (2007). Primero la gente: Una mirada desde la ética del desarrollo a los principales problemas del mundo globalizado. Ediciones Deusto. ISBN 978-84-234-2583-9.
- SEN, Amartya K. (2009). El valor de la democracia. El Viejo Topo. ISBN 978-84-96356-57-3.
- SEN, Amartya K. (2010). La idea de la justicia. Taurus. ISBN 978-84-3060-686-3.

## Publicaciones sobre Amartya K. Sen
- CEJUDO CÓRDOBA, RAFAEL (2007). Capacidades y libertad. Una aproximación a la teoría de Amartya Sen. Revista Internacional de Sociología, 65 (47), pp. 9-22.
- SÁNCHEZ GARRIDO, Pablo (2008). Raíces intelectuales de Amartya Sen: Aristóteles, Adam Smith y Karl Marx. Centro de Estudios Políticos y Constitucionales. ISBN 978-84-259-1423-2.
- CORTINA, Adela; PEREIRA, Gustavo (2009). Pobreza y libertad. Erradicar la pobreza desde el enfoque de Amartya Sen. Tecnos. ISBN 978-84-309-4830-7.

### Textos de Amartya K. Sen
- SEN, Amartya K. Debates sobre teorías del capital. (enlace roto disponible en Internet Archive; véase el historial, la primera versión y la última).
- SEN, Amartya K. La democracia como valor universal.
- SEN, Amartya K. El futuro de Estado del bienestar.
- SEN, Amartya K. Globalmente resignados.
- SEN, Amartya K. Amartya Sen - Juicios sobre la globalización.
- SEN, Amartya K. Amartya Sen - Justicia global. Más allá de la equidad internacional.
- SEN, Amartya K. Amartya Sen - Entrevista Seguridad humana ahora.
- SEN, Amartya K. East and West: The Reach of Reason.
- SEN, Amartya K. More Than 100 Million Women Are Missing

### Textos sobre Amartya K. Sen
- FLEISCHMANN, Christoph. Reseña del libro de Sen 'Die Idee der Gerechtigkeit'.
- VON WEIZSÄCKER, Carl Christian. Laudatio zur Verleihung des Meister Eckhart Preises.
- WAGNER, Christoph : Retrato de Amartya Sen.
- CHANG, Ha-Joon & GRABEL, Ilene Grabel (2006) Reivindicar el desarrollo: un manual de política económica alternativa. Intermón Oxfam Editorial, 2006.

### Recursos sobre Amartya K. Sen
- SEN, Amartya K. Amartya Sen - Enlaces y artículos
- SEN, Amartya K. Seniana Amartya Sen - Recursos

- Datos: Q132489
- Multimedia: Amartya Sen / Q132489
- Citas célebres: Amartya Sen